# Veli Lehtelä
Veli Veikko Valtteri Lehtelä (Sääksmäki, 6 settembre 1935 – Valkeakoski, 3 giugno 2020) è stato un canottiere finlandese.
Vinse due medaglie di bronzo in altrettante edizioni olimpiche.

## Palmarès

### Olimpiadi
- 2 medaglie:
  - 2 bronzi (Melbourne 1956 nel quattro con; Roma 1960 nel due senza)

### Europei
- 4 medaglie:
  - 2 ori (Bled 1956 nel quattro con; Poznań 1958 nel due senza)
  - 2 argenti (Ghent 1955 nel due con; Praga 1961 nel due senza)